# تسمم حلويات البنجاب 2016

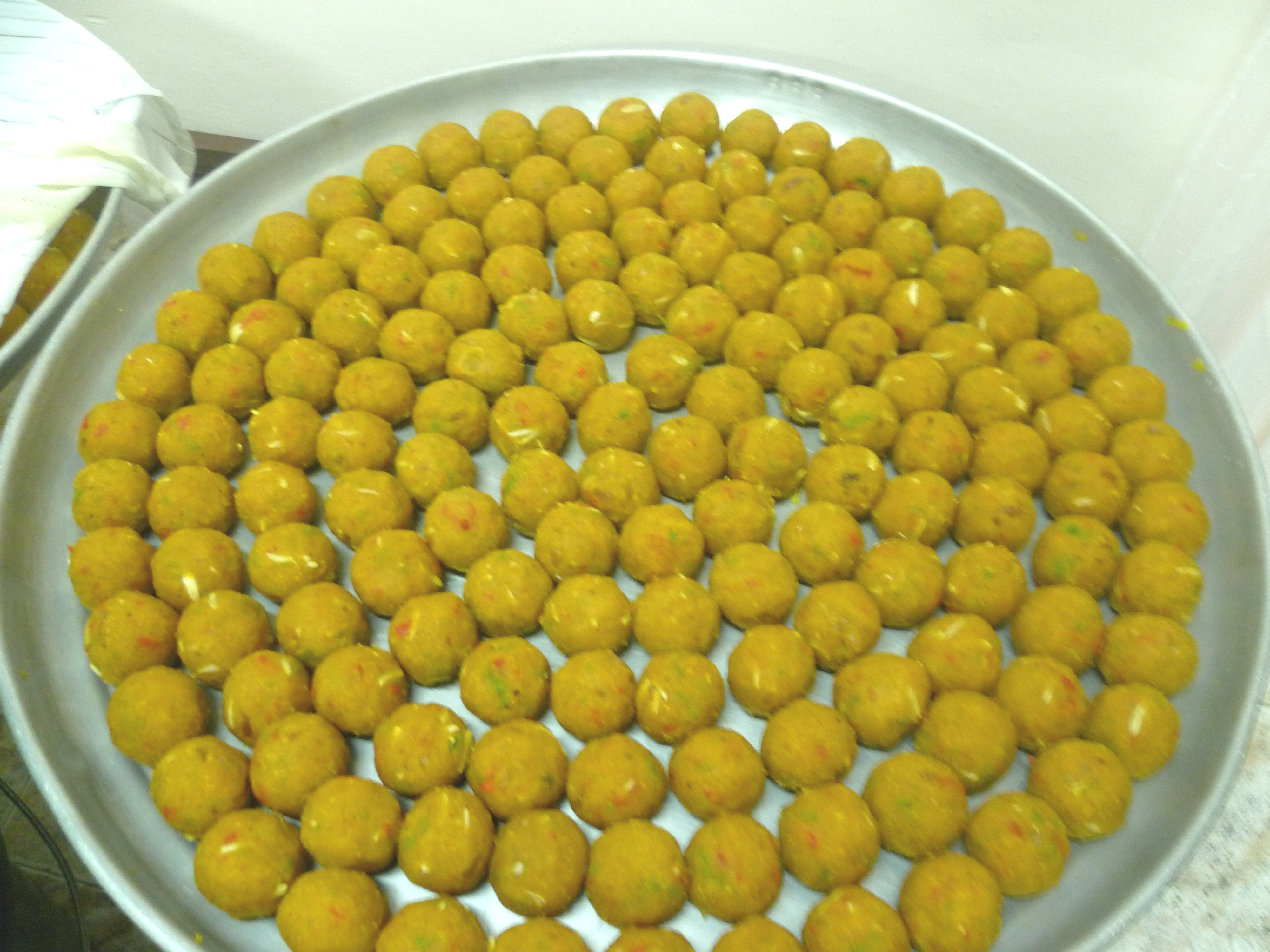
طبق من اللدو

تسمم حلويات البنجاب 2016 في الفترة من 20 أبريل إلى 8 مايو 2016 مات 33 شخصًا على الأقل من بينهم خمسة أطفال في منطقة لايا، البنجاب باكستان بعد تناولهم لدو مسمومًا عمداً، وهو حلوى مخبوز. أظهر اختبار الحلويات أنها تحتوي على مبيد حشري شديد السمية كلورفينابير. اعترف خالد محمود أحد المالكين بخلط المبيد في الحلويات بعد مشادة مع شقيقه وشريكه في ملكيته.

## الأسباب
متجر مبيدات قريب من المخبز حيث تم شراء الحلويات، كان قيد التجديد وقد ترك المالك منتجاته في المخبز لحفظها. ربما استخدم محمود عبوة صغيرة في الخليط الحلو.
اشترى رجل 5 كيلوغرامات من لدو للاحتفال بمولود جديد في 17 أبريل. تناول ما لا يقل عن 50 شخصًا الحلوى وتوفي عشرة منهم في نفس اليوم. في 25 أبريل ارتفع عدد القتلى إلى 23 وفي حين أن 52 شخصًا تلقوا العلاج في مستشفيات مختلفة. في 1 مايو ارتفع عدد القتلى إلى 33 مع وجود 13 شخصًا في المستشفى. فقد الطفل والده وستة من أعمامه وخالته.

## ما بعد الحادثة
تم القبض في البداية على اثنين من أصحاب المحلات وعامل واحد. بعد أسبوعين أعلنت الشرطة أن محمود اعترف. صرح رئيس الوزراء نواز شريف بأنه سيتم إجراء تحقيق شامل في الحادث، وأمر الشرطة بالبحث عن المسؤولين واتخاذ الإجراءات بحق المسؤولين.زار رئيس وزراء البنجاب شهباز شريف ليا في 2 مايو، وأعرب عن تعازيه وأسفه لفقدان الأرواح.